# Good Rap Music
Albums de Bahamadia
BB Queen
(2000)
Good Rap Music est le troisième album studio de Bahamadia, sorti le 15 aout 2005.

## Liste des titres
| No  | Titre            | Producteur(s)                              | Durée |
| --- | ---------------- | ------------------------------------------ | ----- |
| 1.  | Good Rap Music   | Kevin Brown                                | 3:32  |
| 2.  | Real Love        | Dennis Lee Atkinson Jr. et Rashiid Coleman | 3:31  |
| 3.  | Serious Part I   | Jamal Stridiron                            | 3:50  |
| 4.  | Buck Season      | Jonathan Faheem Barrow                     | 2:47  |
| 5.  | Culture Cut      | Panek                                      | 3:22  |
| 6.  | Reign Prelude    | Panek                                      | 0:53  |
| 7.  | Reign            | Kevin Brown                                | 4:08  |
| 8.  | Fun              | King Britt                                 | 2:37  |
| 9.  | Serious Part II  | Hezekiah Davis                             | 4:05  |
| 10. | Good Rap Improv. | Panek                                      | 0:52  |
| 11. | Glory            | Conley Whitfield Jr. et Hezekiah Davis     | 2:46  |
| 12. | Thank You        | Derrick Brown                              | 4:10  |